# Judowka (obwód kurski)
Judowka (ros. Юдовка) – wieś (ros. деревня, trb. dieriewnia) w zachodniej Rosji, w sielsowiecie głamazdińskim rejonu chomutowskiego w obwodzie kurskim.

## Geografia
Miejscowość położona jest nad rzeką Chatusza, 7,5 km od centrum administracyjnego sielsowietu głamazdińskiego (Głamazdino), 2,5 km od centrum administracyjnego rejonu (Chomutowka), 113 km od Kurska.

## Historia
Do czasu reformy administracyjnej w roku 2010 wieś Judowka wchodziła w skład sielsowietu striekałowskiego. W tymże roku doszło do włączenia sielsowietów striekałowskiego i malejewskiego w dzisiejszy sielsowiet głamazdiński.

## Demografia
W 2010 r. miejscowość zamieszkiwało 70 osób.